# Bochica (divinité)
Pour les articles homonymes, voir Bochica.

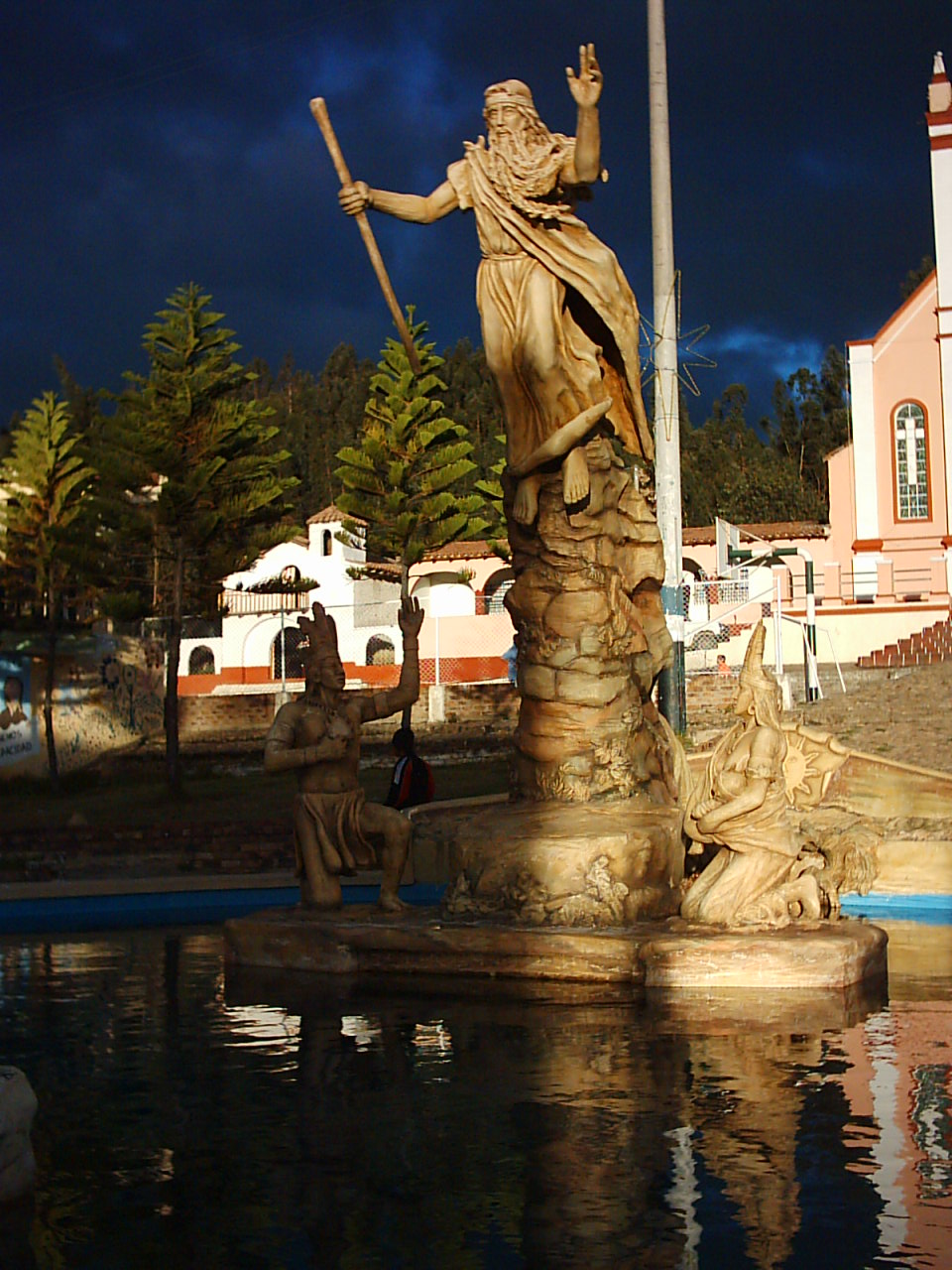
Monument représentant Bochica à Cuítiva en Colombie

Bochica est une figure de la mythologie chibcha qui existait déjà lors de l'arrivée des conquistadors espagnols sur certains territoires des actuels Colombie et Panama. Héros fondateur de cette civilisation, selon la légende, il apporta des valeurs morales et des lois à la population. Il leur enseigna également l'agriculture et d'autres métiers.
Il est le fils de Súa et est également désigné sous les appellations de Menqueteba ou Botchica.